# Louder Than Words (album)
Albums de Lionel Richie
Back to Front
(1992) Truly: The Love Songs
(1997)
Singles
1. Don't Wanna Lose You
Sortie : 11 mars 1996
2. Ordinary Girl
Sortie : 1996
3. Still in Love
Sortie : 1996
4. Climbing
Sortie : 11 novembre 1996
5. Can't Get Over You
Sortie : 1996

Louder Than Words est le quatrième album studio du chanteur américain Lionel Richie, sorti le 14 avril 1996 chez Mercury Records.
L'album marque le départ chez Motown et les débuts de Lionel Richie sur le label Mercury Records, ainsi que son premier album entièrement composé de nouvelles chansons en dix ans, le dernier étant Dancing on the Ceiling (1986). Louder Than Words est sorti après une longue pause au cours de laquelle le chanteur a vécu un divorce fortement médiatisé avec sa première femme Brenda Harvey et la perte de son père et d'un ami proche. Outre le producteur en chef James Anthony Carmichael, Richie a travaillé avec Jimmy Jam et Terry Lewis, Babyface et David Foster sur l'album.

## Accueil commercial
Aux États-Unis, Louder Than Words est entré à la 33e place du Billboard 200, avec des ventes de 28 000 exemplaires au cours de la première semaine, et a atteint la 28e place le 11 mai 1996.

## Liste des titres
| No  | Titre                 | Auteur                                     | Producteur(s)                           | Durée |
| --- | --------------------- | ------------------------------------------ | --------------------------------------- | ----- |
| 1.  | Piece of Love         | - Booker T. Jones - Marva King - Jeff Byrd | - Richie - James Anthony Carmichael     | 4:04  |
| 2.  | Still in Love         | Richie                                     | - Richie - Carmichael - Humberto Gatica | 4:33  |
| 3.  | I Wanna Take You Down | - James Harris III - Terry Lewis           | - Richie - Jimmy Jam et Terry Lewis     | 5:01  |
| 4.  | Can't Get Over You    | Richie                                     | - Richie - Carmichael                   | 4:33  |
| 5.  | Change                | - Richie - David Cochrane                  | - Richie - Carmichael                   | 5:01  |
| 6.  | Nothing Else Matters  | Richie                                     | - Richie - Carmichael                   | 4:34  |
| 7.  | Ordinary Girl         | - Richie - Babyface                        | - Richie - Carmichael                   | 5:01  |
| 8.  | Say I Do              | - Harris - Lewis - James Wright            | Jimmy Jam et Terry Lewis                | 5:01  |
| 9.  | Paradise              | - Richie - Lloyd Tolbert                   | - Richie - Carmichael                   | 5:02  |
| 10. | Don't Wanna Lose You  | - Richie - Harris - Lewis                  | Jimmy Jam et Terry Lewis                | 5:01  |
| 11. | Now You're Gone       | Richie                                     | - Richie - Carmichael                   | 5:43  |
| 12. | Lovers at First Sight | Richie                                     | - Richie - Carmichael                   | 6:59  |
| 13. | Climbing              | Richie                                     | - Richie - David Foster                 | 6:26  |

| 14. | Amo, T'Amo, Ti Amo | - Richie - Alberto Testa - Tony Renis | - Richie - Carmichael - Gatica | 4:04 |

| 13. | What Do They Know | Richie | - Richie - Carmichael | 4:04 |
| 14. | Climbing          | Richie | - Richie - Foster     | 6:26 |

## Classements et certifications
| Classement (1996–97)                | Meilleure position |
| ----------------------------------- | ------------------ |
| Allemagne (Media Control AG)        | 26                 |
| Australie (ARIA)                    | 32                 |
| Autriche (Ö3 Austria Top 40)        | 12                 |
| Belgique (Flandre Ultratop)         | 25                 |
| Belgique (Wallonie Ultratop)        | 21                 |
| États-Unis (Billboard 200)          | 28                 |
| États-Unis (Top R&B/Hip-Hop Albums) | 15                 |
| France (SNEP)                       | 38                 |
| Norvège (VG-lista)                  | 29                 |
| Nouvelle-Zélande (RIANZ)            | 31                 |
| Pays-Bas (Mega Album Top 100)       | 6                  |
| Royaume-Uni (UK Albums Chart)       | 11                 |
| Suède (Sverigetopplistan)           | 21                 |
| Suisse (Schweizer Hitparade)        | 10                 |

| Classement (1996)        | Position |
| ------------------------ | -------- |
| Pays-Bas (Album Top 100) | 60       |

### Certifications
| Région                                | Certification | Ventes/Streams |
| ------------------------------------- | ------------- | -------------- |
| États-Unis (RIAA)                     | Or            | 500 000^       |
| France (SNEP)                         | Or            | 100 000*       |
| Royaume-Uni (BPI)                     | Argent        | 60 000^        |
| ^Mise en rayon selon la certification |               |                |

## Historique de sortie
| Région     | Date          | Format(s)             | Label           | Réf.   |
| ---------- | ------------- | --------------------- | --------------- | ------ |
| Europe     | 14 avril 1996 | - CD - cassette - DCC | Mercury Records | ,      |
| États-Unis | 16 avril 1996 | - CD - cassette       | Mercury Records | [ 27 ] |